# Mörttjärnen (Stensele socken, Lappland, 722073-157846)
Mörttjärnen är en sjö i Storumans kommun i Lappland och ingår i Umeälvens huvudavrinningsområde. Sjön har en area på 0,0644 kvadratkilometer och ligger 355,1 meter över havet. Sjön avvattnas av vattendraget Elakbäcken.

## Delavrinningsområde
Mörttjärnen ingår i det delavrinningsområde (721940-157638) som SMHI kallar för Mynnar i Grundforsdammen. Medelhöjden är 358 meter över havet och ytan är 11,94 kvadratkilometer. Det finns inga avrinningsområden uppströms utan avrinningsområdet är högsta punkten. Elakbäcken som avvattnar avrinningsområdet har biflödesordning 2, vilket innebär att vattnet flödar genom totalt 2 vattendrag innan det når havet efter 234 kilometer. Avrinningsområdet består mestadels av skog (78 procent). Avrinningsområdet har 0,06 kvadratkilometer vattenytor vilket ger det en sjöprocent på 0,5 procent.